# Біле (Новосибірська область)
Біле (рос. Белое) — село у Карасуцькому районі Новосибірської області Російської Федерації.
Входить до складу муніципального утворення Біленська сільрада. Населення становить 758 осіб (2017).

## Історія
Згідно із законом від 2 червня 2004 року органом місцевого самоврядування є Біленська сільрада.

## Населення
| 2002 | 2007 | 2010 | 2012 | 2013 | 2014 | 2015 |
| ---- | ---- | ---- | ---- | ---- | ---- | ---- |
| 1073 | ↘975 | ↘850 | ↘839 | ↘817 | ↘800 | ↘782 |
| 2016 | 2017 |      |      |      |      |      |
| ↘768 | ↘758 |      |      |      |      |      |